# Santa Coloma de Marata
Santa Coloma és una església parroquial al veïnat de Marata (Vallès Oriental) inclosa en l'Inventari del Patrimoni Arquitectònic de Catalunya.
L'església apareix per primer cop documentada al cartulari de Sant Cugat a partir del 1002, apareixent també l'any 1089 en el "Libri Antiquitatum" del Bisbat de Barcelona. Per altra part, hi ha moltes referències documentals de les reformes realitzades sobretot en les visites pastorals. Són especialment complertes les descripcions de V.P. de l'any 1889 i la que fa Antoni Gallardo l'any 1936. L'església actual correspon a l'estil romànic rural del segle xi, de forma que conserva la planta originària, d'època romànica, així com l'absis i trossos de parament i campanar. Les capelles es van afegir els segles XVII i XVIII, la qual cosa es troba constatada en moltes de les visites pastorals realitzades en aquest període. Actualment s'ha restaurat la portada i l'interior. Està dedicada a santa Coloma de Sens i té diversos Goigs dedicats, alguns de molt antics.
L'església pertany al primer romànic rural, de darreries del segle xi. S'aprecia una nau única amb volta de canó en dos plans desiguals, més baix l'anterior al presbiteri, i en arcs de mig punt a cada tram. L'absis és rodó, cobert amb volta de mitja taronja i l'altar és de pedra. Més tard el temple s'amplià obrint-se-li quatre capelles laterals dels segles xvi i xvii, dues a cada costat, cobertes amb volta d'aresta que es recolza sobre pilastres.
La part exterior és fonamentalment de pedra picada. L'absis presenta tres bandes d'arqueria llombarda i un finestral esqueixat d'arc de mig punt. Al la façana hi ha un arc senzill, de carreu, de mig punt amb una obertura en forma de creu grega, a la part superior. A la part del campanar, la façana està coronada per una torre, que degué ser espadanya. Té dos buits per a les campanes, d'arc de mig punt, a més d'un altre a la dreta.